# Ghioroiu (gmina)
Ghioroiu – gmina w Rumunii, w okręgu Vâlcea. Obejmuje miejscowości Căzănești, Ghioroiu, Herăști, Mierea, Poienari i Știrbești. W 2011 roku liczyła 1822 mieszkańców.